# Лиелплатоне
Лие́лплатоне (латыш. Lielplatone) — населённый пункт в Елгавском крае Латвии. Входит в состав Лиелплатонской волости. Находится на берегу реки Платоне. Расстояние до города Елгава составляет около 26 км.
По данным на 2015 год, в населённом пункте проживало 313 человек. Есть начальная школа, библиотека, практика семейного врача, почтовое отделение, несколько магазинов. Здание усадьбы Лиелплатоне является национальным памятником архитектуры.

## История
Село находится на территории бывшего поместья Лиелплатоне (Грос-Платон).
В советское время населённый пункт был центром Лиелплатонского сельсовета Елгавского района. В селе располагалась Лиелплатонская опытная станция животноводства.